# Tejas (음반)
| 전문가 평가                   | 전문가 평가 |
| 평가 점수                     | 평가 점수   |
| 출처                          | 점수        |
| ----------------------------- | ----------- |
| AllMusic                      | [ 2 ]       |
| Christgau's Record Guide      | C+          |
| Rolling Stone                 | (not rated) |
| The Rolling Stone Album Guide | [ 5 ]       |

《Tejas》는 미국의 록 밴드 ZZ 탑의 다섯 번째 스튜디오 음반이다. 1976년 11월 29일, 런던 레코드로 발매되었다. 제목은 '친구들'을 의미하는 카도어 단어이며, 이는 밴드의 고향인 텍사스의 이름의 유래이다. 그의 전 음반들과는 달리, 올뮤직의 경우와 마찬가지로, 그는 그의 결과가 《Tres Hombres》와 《Fandango!》에서 보여준 것보다 훨씬 작다고 생각했다. 비평가 로버트 크리스트가우와 같은 다른 매체들은 컨트리 음악과 블루스에 접근하는 그의 전략을 좋은 선택으로 여겼다.

## 배경 및 발매
프론트맨 빌리 기본스는 음반에 대해 다음과 같이 말했다.
비록 우리가 무엇으로부터 변화하고 있었고 무엇이 되어가고 있었는지 확실히는 모르겠지만, 이것은 과도기적인 음반이라고 말하는 것이 정당합니다. (웃음) 그것은 스튜디오의 상황이 얼마나 빠르게 변했는지를 대표할 수 있습니다.
장비는 점점 현대화되었고, 음악이 녹음되는 방식도 달랐습니다. 즉, 상황은 더욱 빠르게 진행되었습니다. 그것은 여전히 디지털화 이전이었지만, 더 쉽게 이용할 수 있는 더 나은 기어가 있었습니다. 우리는 그것을 모두 이용했습니다.
이 시기는 앞으로 일어날 일을 암시하는 주름이었고, 변화는 ZZ 탑 직물의 필수적인 부분이 될 것입니다.

《Tejas》는 빌 햄이 프로듀싱하고 테리 매닝이 녹음 및 믹싱했다. 1987년 디지털 리믹스된 녹음 버전이 CD로 발매되었고 1976년 오리지널 믹스 버전은 중단되었다. 리믹스 버전은 악기 밸런스와 악기 사운드, 특히 드럼을 크게 변화시켰기 때문에 팬들 사이에서 논란을 일으켰다.
《Tejas》는 2012년 Amazon.com의 MP3 스토어와 아이튠즈에 디지털 다운로드로 발매되었으며, 《Chrome, Smoke & BBQ》에 포함된 트랙의 오리지널 믹스와 박스 세트가 아닌 1987년 리믹스된 트랙이 포함되어 있다. 이 음반의 오리지널 믹스는 2013년 6월 박스 세트인 《The Complete Studio Albums (1970–1990)》의 일부로 CD로 발매되었다.

## 곡 목록
모든 곡들은 특별한 언급이 없는 한 빌리 기본스, 더스티 힐 그리고 프랭크 비어드에 의해 작사/작곡하였다.
| #  | 제목                                 | 재생 시간 |
| -- | ------------------------------------ | --------- |
| 1. | 〈It's Only Love〉                   | 4:24      |
| 2. | 〈Arrested for Driving While Blind〉 | 3:05      |
| 3. | 〈El Diablo〉                        | 4:20      |
| 4. | 〈Snappy Kakkie〉                    | 2:56      |
| 5. | 〈Enjoy and Get It On〉              | 3:23      |

| #  | 제목                            | 작사·작곡 | 재생 시간 |
| -- | ------------------------------- | --------- | --------- |
| 1. | 〈Ten Dollar Man〉              |           | 3:42      |
| 2. | 〈Pan Am Highway Blues〉        |           | 3:15      |
| 3. | 〈Avalon Hideaway〉             |           | 3:07      |
| 4. | 〈She's a Heartbreaker〉        |           | 3:02      |
| 5. | 〈Asleep in the Desert (기악)〉 | 기본스    | 3:24      |

## 인증
| 국가                       | 인증 | 판매량/출하량 |
| -------------------------- | ---- | ------------- |
| 미국 (RIAA)                | 골드 | 500,000^      |
| ^출하량을 기반으로 한 인증 |      |               |